# تصفيات كأس العالم 2026 – آسيا الجولة الثالثة
اقيمت الجولة الثالثة من التصفيات الآسيوية المؤهلة لكأس العالم 2026 في الفترة من 05 سبتمبر 2024 إلى 10 يونيو 2025. قُسِمت المنتخبات الـ18 المتأهلة من الدور الثاني لتصفيات آسيا لكأس العالم 2026 إلى ثلاث مجموعات، لعبت بنظام الذهاب والإياب. تأهل أول فريقين من كل مجموعة مباشرة إلى النهائيات، بينما انتقل أصحاب المركزين الثالث والرابع إلى الدور الرابع من التصفيات، حيث يتأهل متصدر كل مجموعة إلى كأس العالم 2026، فيما يخوض صاحبا المركز الثاني مباراة فاصلة للملحق الآسيوي. وخاض كلف فريق من الفرق ال18 عشرة مباريات.

## نظام المسابقة
قُسِمت المنتخبات الثمان عشر، والتي تأهلت من الدور الثاني لتصفيات الآسيوية لكأس العالم وهما متصدرو المجموعات التسع إلى 3 مجموعات، والتي لعب ذهاباً وإياباً، حيث تأهل أول فريقين إلى نهائيات كأس العالم لكرة القدم 2026، وانتقل أصحاب المراكز الثالثة والرابعة إلى الجولة الثالثة من التصفيات، والتي سيتأهل صاحب المركز الأول إلى كأس العالم، وأما صاحب المركز الثاني والثالث، فسيلعبان بالملحق الآسيوي.

## القرعة
جرت قرعة الجولة الثالثة من تصفيات آسيا لكأس العالم 2026 بتاريخ 27 يونيو بالعاصمة الماليزية كوالالمبور.

## الفرق المتأهلة
هذه الفرق التي تأهلت إلى التصفيات الآسيوية النهائية من الجولة الثانية من التصفيات.
| المجموعة (الجولة الثانية) | المتصدر                  | الوصيف         |
| ------------------------- | ------------------------ | -------------- |
| المجموعة الأولى           | قطر                      | الكويت         |
| المجموعة الثانية          | اليابان                  | كوريا الشمالية |
| المجموعة الثالثة          | كوريا الجنوبية           | الصين          |
| المجموعة الرابعة          | عمان                     | قرغيزستان      |
| المجموعة الخامسة          | إيران                    | أوزبكستان      |
| المجموعة السادسة          | العراق                   | إندونيسيا      |
| المجموعة السابعة          | الأردن                   | السعودية       |
| المجموعة الثامنة          | الإمارات العربية المتحدة | البحرين        |
| المجموعة التاسعة          | أستراليا                 | فلسطين         |

## الجدول
| الجولة    | التاريخ        |
| --------- | -------------- |
| الجولة 1  | 05 سبتمبر 2024 |
| الجولة 2  | 10 سبتمبر 2024 |
| الجولة 3  | 10 أكتوبر 2024 |
| الجولة 4  | 15 أكتوبر 2024 |
| الجولة 5  | 14 نوفمبر 2024 |
| الجولة 6  | 19 نوفمبر 2024 |
| الجولة 7  | 20 مارس 2025   |
| الجولة 8  | 25 مارس 2025   |
| الجولة 9  | 05 يونيو 2025  |
| الجولة 10 | 10 يونيو 2025  |

## المجموعات

### المجموعة الأولى
| م | الفريق                       | لعب | ف | ت | خ | أ.له | أ.ع | أ.ف | نقاط | التأهل          |     | إيران | أوزبكستان | الإمارات العربية المتحدة | قطر | قرغيزستان | كوريا الشمالية |
| - | ---------------------------- | --- | - | - | - | ---- | --- | --- | ---- | --------------- | --- | ----- | --------- | ------------------------ | --- | --------- | -------------- |
| 1 | إيران (Q)                    | 10  | 7 | 2 | 1 | 19   | 8   | +11 | 23   | كأس العالم 2026 |     | —     | 2–2       | 2–0                      | 1-4 | 0-1       | 3–0            |
| 2 | أوزبكستان (Q)                | 10  | 6 | 3 | 1 | 14   | 7   | +7  | 21   | كأس العالم 2026 |     | 0-0   | —         | 1–0                      | 3–0 | 1–0       | 1-0            |
| 3 | الإمارات العربية المتحدة (Q) | 10  | 4 | 3 | 3 | 15   | 8   | +7  | 15   | الجولة الرابعة  |     | 0-1   | 0–0       | —                        | 5–0 | 3–0       | 0-0            |
| 4 | قطر (Q)                      | 10  | 4 | 1 | 5 | 17   | 24  | −7  | 13   | الجولة الرابعة  |     | 1–0   | 3–2       | 3-1                      | —   | 1-3       | 5–1            |
| 5 | قرغيزستان (E)                | 10  | 2 | 2 | 6 | 12   | 18  | −6  | 8    |                 |     | 2–3   | 2-3       | 1–1                      | 1–3 | —         | 1–0            |
| 6 | كوريا الشمالية (E)           | 10  | 0 | 3 | 7 | 9    | 21  | −12 | 3    |                 | 2–3 | 0–1   | 1–2       | 2-2                      | 2–2 | —         |                |

| إيران            | 1 - 0 | قرغيزستان |
| ---------------- | ----- | --------- |
| - مهدي طارمي 34' | تقرير |           |

| قطر                    | 1 - 3 | الإمارات العربية المتحدة                                |
| ---------------------- | ----- | ------------------------------------------------------- |
| - ابراهيم محمد علي 38' | تقرير | - حارب عبد الله 68' - خالد إبراهيم 80' - علي صالح 4+90' |

| أوزبكستان                  | 1 - 0 | كوريا الشمالية |
| -------------------------- | ----- | -------------- |
| - جلال الدين ماشاريبوف 20' | تقرير |                |

| الإمارات العربية المتحدة | 0 - 1 | إيران            |
| ------------------------ | ----- | ---------------- |
|                          | تقرير | مهدي قائدي 3+45' |

| قرغيزستان                                   | 2 - 3 | أوزبكستان                                                         |
| ------------------------------------------- | ----- | ----------------------------------------------------------------- |
| - جويل كوجو 15' - اوديلزون عبدالرحمانوف 35' | تقرير | - إلدور شومورودوف 17' - حسن‌الدین علیقلوف 45' - أوستون أورونوف 72' |

| كوريا الشمالية                    | 2 - 2 | قطر                                     |
| --------------------------------- | ----- | --------------------------------------- |
| - ري إيل سونغ 19' - جانغ تشول 52' | تقرير | - أكرم عفيف 31' (ركلة.) - المعز علي 44' |

| قطر                                                                   | 3 - 1 | قرغيزستان               |
| --------------------------------------------------------------------- | ----- | ----------------------- |
| - المعز علي 39' - تاميرلان كوزوبايف 63'(هـ.ذ.) - ابراهيم محمد علي 81' | تقرير | - اليماردون شوكوروف 76' |

| أوزبكستان | 0 - 0 | إيران |
| --------- | ----- | ----- |
|           | تقرير |       |

| الإمارات العربية المتحدة | 1 - 1 | كوريا الشمالية      |
| ------------------------ | ----- | ------------------- |
| - يحيى الغساني 66'       | تقرير | - جونغ إيل-غوان 86' |

| إيران                                           | 4 - 1 | قطر             |
| ----------------------------------------------- | ----- | --------------- |
| - سردار آزمون 42'، 48' - محمد موهيبي 65'، 8+90' | تقرير | - المعز علي 17' |

| أوزبكستان                     | 1 - 0 | الإمارات العربية المتحدة |
| ----------------------------- | ----- | ------------------------ |
| - أوتابيك شوكوروف 76' (ركلة.) | تقرير |                          |

| قرغيزستان               | 1 - 0 | كوريا الشمالية |
| ----------------------- | ----- | -------------- |
| - كريستيان براوزمان 11' | تقرير |                |

| قطر                                        | 3 - 2 | أوزبكستان                   |
| ------------------------------------------ | ----- | --------------------------- |
| - المعز علي 25'، 41' - لوكاس مينديز 12+90' | تقرير | - عباسبيك فايزوليف 75'، 80' |

| الإمارات العربية المتحدة                     | 3 - 0 | قرغيزستان |
| -------------------------------------------- | ----- | --------- |
| - حارب عبد الله 15'، 89' - ماركوس ميلوني 35' | تقرير |           |

| كوريا الشمالية                             | 2 - 3 | إيران                                   |
| ------------------------------------------ | ----- | --------------------------------------- |
| - مهدي طارمي 56' (هـ.ذ.) - يو سونغ كيم 59' | تقرير | - مهدي قائدي 29' - محمد موهيبي 41'، 45' |

| الإمارات العربية المتحدة                                               | 5 - 0 | قطر |
| ---------------------------------------------------------------------- | ----- | --- |
| - فابيو دي ليما 4'، 45' (ركلة.)، 5+45'، 56' (ركلة.) - يحيى الغساني 73' | تقرير |     |

| قرغيزستان                    | 2 - 3 | إيران                                                |
| ---------------------------- | ----- | ---------------------------------------------------- |
| - جويل كوجو 51'، 64' (ركلة.) | تقرير | - مهدي طارمي 12' - صالح حرداني 33' - سردار آزمون 76' |

| كوريا الشمالية | 0 - 1 | أوزبكستان              |
| -------------- | ----- | ---------------------- |
|                | تقرير | - عباسبيك فايزوليف 44' |

| إيران                                  | 2 - 0 | الإمارات العربية المتحدة |
| -------------------------------------- | ----- | ------------------------ |
| - سردار آزمون 27+45' - محمد موهيبي 70' | تقرير |                          |

| قطر                                                                                                 | 5 - 1 | كوريا الشمالية   |
| --------------------------------------------------------------------------------------------------- | ----- | ---------------- |
| - أكرم عفيف 17' - أحمد الجانحي 23' - كيم يو سونغ 34' (ه.ذ.) - أحمد الراوي 56' - أحمد علاء الدين 66' | تقرير | خذ كوانغ هون 86' |

| أوزبكستان      | 1 - 0 | قرغيزستان |
| -------------- | ----- | --------- |
| - عليجونوف 40' | تقرير |           |

| إيران                 | 2 - 2 | أوزبكستان                             |
| --------------------- | ----- | ------------------------------------- |
| - مهدي طارمي 52'، 83' | تقرير | - خوجيمات إركينوف 16' - فيزولاييف 53' |

| قرغيزستان                                      | 3 - 1 | قطر                |
| ---------------------------------------------- | ----- | ------------------ |
| - كيتشين 1+45' - ميشتشينكو 82' - شوكوروف 3+90' | تقرير | - لوكاس مينديز 52' |

| كوريا الشمالية    | 1 - 2 | الإمارات العربية المتحدة              |
| ----------------- | ----- | ------------------------------------- |
| - كيم يو سونغ 43' | تقرير | - فابيو دي ليما 5' - سلطان عادل 8+90' |

| الإمارات العربية المتحدة | 0–0                           | أوزبكستان |
| ------------------------ | ----------------------------- | --------- |
|                          | التقرير (فيفا) التقرير (آسيا) |           |

| قطر               | 1–0                           | إيران |
| ----------------- | ----------------------------- | ----- |
| - بيدرو ميغيل 41' | التقرير (فيفا) التقرير (آسيا) |       |

| كوريا الشمالية                      | 2–2                           | قرغيزستان                                            |
| ----------------------------------- | ----------------------------- | ---------------------------------------------------- |
| - كوانغ هون باك 44' - جو غوك ري 52' | التقرير (فيفا) التقرير (آسيا) | - جولزهيجيت اليكولوف 57' - سونغ هاي كيم 5+90' (ه.ذ.) |

| أوزبكستان                                                     | 3–0                           | قطر |
| ------------------------------------------------------------- | ----------------------------- | --- |
| - تورجونباييف 28' - إلدور شومورودوف 86' - إيغور سيرغييف 2+90' | التقرير (فيفا) التقرير (آسيا) |     |

| قرغيزستان        | 1–1                           | الإمارات العربية المتحدة |
| ---------------- | ----------------------------- | ------------------------ |
| - كاي ميرك 5+90' | التقرير (فيفا) التقرير (آسيا) | - حارب عبد الله 30'      |

| إيران                                              | 3–0                           | كوريا الشمالية |
| -------------------------------------------------- | ----------------------------- | -------------- |
| - مهدي محبي 74' - مهدي طارمي 77' - حسين زاده 3+90' | التقرير (فيفا) التقرير (آسيا) |                |

### المجموعة الثانية
| م | الفريق             | لعب | ف | ت | خ | أ.له | أ.ع | أ.ف | نقاط | التأهل          |     | كوريا الجنوبية | الأردن | العراق | سلطنة عمان | دولة فلسطين | الكويت |
| - | ------------------ | --- | - | - | - | ---- | --- | --- | ---- | --------------- | --- | -------------- | ------ | ------ | ---------- | ----------- | ------ |
| 1 | كوريا الجنوبية (Q) | 10  | 6 | 4 | 0 | 20   | 7   | +13 | 22   | كأس العالم 2026 |     | —              | 1–1    | 3–2    | 1–1        | 0–0         | 4–0    |
| 2 | الأردن (Q)         | 10  | 4 | 4 | 2 | 16   | 8   | +8  | 16   | كأس العالم 2026 |     | 0–2            | —      | 0–1    | 4–0        | 3–1         | 1–1    |
| 3 | العراق (Q)         | 10  | 4 | 3 | 3 | 9    | 9   | 0   | 15   | الجولة الرابعة  |     | 0–2            | 0–0    | —      | 1–0        | 1–0         | 2–2    |
| 4 | عمان (Q)           | 10  | 3 | 2 | 5 | 9    | 14  | −5  | 11   | الجولة الرابعة  |     | 1–3            | 0–3    | 0–1    | —          | 1–0         | 4–0    |
| 5 | فلسطين (E)         | 10  | 2 | 4 | 4 | 10   | 13  | −3  | 10   |                 |     | 1–1            | 1–3    | 2–1    | 1–1        | —           | 2–2    |
| 6 | الكويت (E)         | 10  | 0 | 5 | 5 | 7    | 20  | −13 | 5    |                 | 1–3 | 1–1            | 0–0    | 1–0    | 0–2        | —           |        |

| كوريا الجنوبية | 0 - 0 | فلسطين |
| -------------- | ----- | ------ |
|                | تقرير |        |

| العراق        | 1 - 0 | عمان |
| ------------- | ----- | ---- |
| أيمن حسين 12' | تقرير |      |

| الأردن             | 1 - 1 | الكويت                    |
| ------------------ | ----- | ------------------------- |
| - موسى التعمري 14' | تقرير | - يوسف ناصر 2+90' (ركلة.) |

| عمان                           | 1 - 3 | كوريا الجنوبية                                              |
| ------------------------------ | ----- | ----------------------------------------------------------- |
| - جانغ سيونغ هيون 2+45'(هـ.ذ.) | تقرير | - هوانغ هي-تشان 10' - سون هيونغ مين 82' - جو مين كيو 11+90' |

| فلسطين             | 1 - 3 | الأردن                                    |
| ------------------ | ----- | ----------------------------------------- |
| - وسام أبو علي 41' | تقرير | - يزن النعيمات 5'، 50' - نور الروابدة 72' |

| الكويت | 0 - 0 | العراق |
| ------ | ----- | ------ |
|        | تقرير |        |

| العراق          | 1 - 0 | فلسطين |
| --------------- | ----- | ------ |
| - أيمن حسين 31' | تقرير |        |

| الأردن | 0 - 2 | كوريا الجنوبية                       |
| ------ | ----- | ------------------------------------ |
|        | تقرير | - لي جاي سونغ 38' - اوه هيون جيو 68' |

| عمان                                                                  | 4 - 0 | الكويت |
| --------------------------------------------------------------------- | ----- | ------ |
| - عبد الرحمن المشيفري 17'، 58' - محسن الغساني 30' - عبد الله فواز 79' | تقرير |        |

| كوريا الجنوبية                                        | 3 - 2 | العراق                               |
| ----------------------------------------------------- | ----- | ------------------------------------ |
| - اوه سي هون 41' - اوه هيون جيو 74' - لي جاي سونغ 83' | تقرير | - أيمن حسين 50' - إبراهيم بايش 5+90' |

| الأردن                                               | 4 - 0 | عمان |
| ---------------------------------------------------- | ----- | ---- |
| - يزن النعيمات 26'، 54' - علي علوان 49' (ركلة.)، 87' | تقرير |      |

| فلسطين                                      | 2 - 2 | الكويت                       |
| ------------------------------------------- | ----- | ---------------------------- |
| - وسام أبو علي 41' (ركلة.) - زيد قنبر 3+90' | تقرير | - يوسف ناصر 31'، 80' (ركلة.) |

| العراق | 0 - 0 | الأردن |
| ------ | ----- | ------ |
|        | تقرير |        |

| عمان               | 1 - 0 | فلسطين |
| ------------------ | ----- | ------ |
| - محسن الغساني 83' | تقرير |        |

| الكويت          | 1 - 3 | كوريا الجنوبية                                                 |
| --------------- | ----- | -------------------------------------------------------------- |
| - محمد دحام 60' | تقرير | - اوه سي هون 10' - سون هيونغ مين 19' (ركلة.) - باي جونغ هو 74' |

| عمان | 0 - 1 | العراق          |
| ---- | ----- | --------------- |
|      | تقرير | - يوسف أمين 36' |

| فلسطين         | 1 - 1 | كوريا الجنوبية      |
| -------------- | ----- | ------------------- |
| - زيد قنبر 12' | تقرير | - سون هيونغ مين 16' |

| الكويت          | 1 - 1 | الأردن             |
| --------------- | ----- | ------------------ |
| - محمد دحام 68' | تقرير | - يزن النعيمات 21' |

| كوريا الجنوبية      | 1 - 1 | عمان                |
| ------------------- | ----- | ------------------- |
| - هوانغ هي تشان 41' | تقرير | - علي البوسعيدي 80' |

| العراق                                  | 2 - 2 | الكويت             |
| --------------------------------------- | ----- | ------------------ |
| - أكام هاشم 3+90' - إبراهيم بايش 11+90' | تقرير | يوسف ناصر 39'، 70' |

| الأردن                                                  | 3 - 1 | فلسطين        |
| ------------------------------------------------------- | ----- | ------------- |
| - يزن العرب 3' - عبد الله نصيب 11' - موسى التعمري 3+45' | تقرير | تامر صيام 33' |

| كوريا الجنوبية   | 1 - 1 | الأردن             |
| ---------------- | ----- | ------------------ |
| - لي جاي سونغ 5' | تقرير | - محمود المرضي 30' |

| فلسطين                                 | 2 - 1 | العراق          |
| -------------------------------------- | ----- | --------------- |
| - وسام أبو علي 88' - عميد محاجنة 7+90' | تقرير | - أيمن حسين 34' |

| الكويت | 0 - 1 | عمان              |
| ------ | ----- | ----------------- |
|        | تقرير | - عصام الصبحي 56' |

| عمان | 0–3                           | الأردن                            |
| ---- | ----------------------------- | --------------------------------- |
|      | التقرير (فيفا) التقرير (آسيا) | علي علوان 7+90' (ركلة.)، 51'، 64' |

| العراق | 0–2                           | كوريا الجنوبية                       |
| ------ | ----------------------------- | ------------------------------------ |
|        | التقرير (فيفا) التقرير (آسيا) | - كيم جين غيو 63' - اوه هيون جيو 82' |

| الكويت | 0–2                           | فلسطين                                     |
| ------ | ----------------------------- | ------------------------------------------ |
|        | التقرير (فيفا) التقرير (آسيا) | - تامر صيام 32' - وسام أبو علي 88' (ركلة.) |

| كوريا الجنوبية                                                                 | 4–0                           | الكويت |
| ------------------------------------------------------------------------------ | ----------------------------- | ------ |
| - فهد الهاجري 30' (ه.ذ.) - لي كانغ إن 51' - اوه هيون جيو 54' - لي جاي سونغ 73' | التقرير (فيفا) التقرير (آسيا) |        |

| الأردن | 0–1                           | العراق          |
| ------ | ----------------------------- | --------------- |
|        | التقرير (فيفا) التقرير (آسيا) | - سجاد جاسم 73' |

| فلسطين         | 1–1                           | عمان                        |
| -------------- | ----------------------------- | --------------------------- |
| - عدي خروب 49' | التقرير (فيفا) التقرير (آسيا) | - عصام الصبحي 7+90' (ركلة.) |

### المجموعة الثالثة
| م | الفريق        | لعب | ف | ت | خ | أ.له | أ.ع | أ.ف | نقاط | التأهل          |     | اليابان | أستراليا | السعودية | إندونيسيا | الصين | البحرين |
| - | ------------- | --- | - | - | - | ---- | --- | --- | ---- | --------------- | --- | ------- | -------- | -------- | --------- | ----- | ------- |
| 1 | اليابان (Q)   | 10  | 7 | 2 | 1 | 30   | 3   | +27 | 23   | كأس العالم 2026 |     | —       | 1–1      | 0–0      | 6–0       | 0-7   | 2–0     |
| 2 | أستراليا (Q)  | 10  | 5 | 4 | 1 | 16   | 7   | +9  | 19   | كأس العالم 2026 |     | 1–0     | —        | 0–0      | 5–1       | 1-3   | 1-0     |
| 3 | السعودية (Q)  | 10  | 3 | 4 | 3 | 7    | 8   | −1  | 13   | الجولة الرابعة  |     | 2-0     | 1–2      | —        | 1-1       | 1–0   | 0–0     |
| 4 | إندونيسيا (Q) | 10  | 3 | 3 | 4 | 9    | 20  | −11 | 12   | الجولة الرابعة  |     | 0–4     | 0-0      | 2–0      | —         | 1–0   | 0–1     |
| 5 | الصين (E)     | 10  | 3 | 0 | 7 | 7    | 20  | −13 | 9    |                 |     | 1–3     | 2–0      | 2-1      | 2–1       | —     | 1–0     |
| 6 | البحرين (E)   | 10  | 1 | 3 | 6 | 5    | 16  | −11 | 6    |                 | 5-0 | 2–2     | 0-2      | 2-2      | 0–1       | —     |         |

| اليابان | 7 - 0 | الصين |
| --- | ----- | ----- |
| - واتارو إندو 12' - كاورو ميتوما 2+45' - تاكومي مينامينو 52'، 58' - جونيا إيتو 77' - دايزن مايدا 87' - تاكيفوسا كوبو 5+90' | تقرير |       |

| أستراليا | 0 - 1 | البحرين                 |
| -------- | ----- | ----------------------- |
|          | تقرير | - هاري سوتار 89'(هـ.ذ.) |

| السعودية            | 1 - 1 | إندونيسيا        |
| ------------------- | ----- | ---------------- |
| - مصعب الجوير 3+45' | تقرير | - ساندي والش 19' |

| البحرين | 0 - 5 | اليابان                                                                     |
| ------- | ----- | --------------------------------------------------------------------------- |
|         | تقرير | - أياسي أويدا 37' (ركلة.)، 47' - هيديماسا موريتا 61'، 64' - كوكي أوغاوا 81' |

| الصين                   | 1 - 2 | السعودية            |
| ----------------------- | ----- | ------------------- |
| - علي لاجامي 14'(هـ.ذ.) | تقرير | - حسن كادش 39'، 90' |

| إندونيسيا | 0 - 0 | أستراليا |
| --------- | ----- | -------- |
|           | تقرير |          |

| أستراليا                                                    | 3 - 1 | الصين           |
| ----------------------------------------------------------- | ----- | --------------- |
| - لويس ميلر 2+45' - كريغ غودوين 53' - نيشان فيلوبيلاي 2+90' | تقرير | - شي وينينغ 20' |

| السعودية | 0 - 2 | اليابان                               |
| -------- | ----- | ------------------------------------- |
|          | تقرير | - دايتشي كامادا 14' - كوكي أوغاوا 81' |

| البحرين                 | 2 - 2 | إندونيسيا                                        |
| ----------------------- | ----- | ------------------------------------------------ |
| - محمد مرهون 15'، 9+90' | تقرير | - راغنار أوراتمانغوين 3+45' - رافاييل سترويك 74' |

| اليابان                     | 1 - 1 | أستراليا                     |
| --------------------------- | ----- | ---------------------------- |
| - كاميرون بورغس 76' (هـ.ذ.) | تقرير | - شوغو تانيغوتشي 58' (هـ.ذ.) |

| السعودية | 0 - 0 | البحرين |
| -------- | ----- | ------- |
|          | تقرير |         |

| الصين                                    | 2 - 1 | إندونيسيا     |
| ---------------------------------------- | ----- | ------------- |
| - بهرام عبد الولي 21' - يونينج تشانج 44' | تقرير | - توم هاي 86' |

| أستراليا | 0 - 0 | السعودية |
| -------- | ----- | -------- |
|          | تقرير |          |

| البحرين | 0 - 1 | الصين                |
| ------- | ----- | -------------------- |
|         | تقرير | - يونينج تشانج 1+90' |

| إندونيسيا | 0 - 4 | اليابان                                                                                       |
| --------- | ----- | --------------------------------------------------------------------------------------------- |
|           | تقرير | - جوستين هوبنر 35'(هـ.ذ.) - تاكومي مينامينو 40' - هيديماسا موريتا 49' - يوكيناري سوغاوارا 69' |

| البحرين                    | 2 - 2 | أستراليا                |
| -------------------------- | ----- | ----------------------- |
| - مهدي عبد الجبار 75'، 77' | تقرير | - كوسيني ينجي 1'، 6+90' |

| الصين               | 1 - 3 | اليابان                                    |
| ------------------- | ----- | ------------------------------------------ |
| - لين ليانجمينج 48' | تقرير | - كوكي أوغاوا 39'، 54' - كو إيتاكورا 6+45' |

| إندونيسيا                     | 2 - 0 | السعودية |
| ----------------------------- | ----- | -------- |
| - مارسيلينو فيردينان 32'، 57' | تقرير |          |

| اليابان                                 | 2 - 0 | البحرين |
| --------------------------------------- | ----- | ------- |
| - دايتشي كامادا 66' - تاكيفوسا كوبو 87' | تقرير |         |

| أستراليا                                                                    | 5 - 1 | إندونيسيا    |
| --------------------------------------------------------------------------- | ----- | ------------ |
| - مارتن بويل 18' (ركلة.) - فيلوبيلاي 20' - جاكسون إرفين 34'، 90' - طحان 61' | تقرير | - روميني 78' |

| السعودية           | 1 - 0 | الصين |
| ------------------ | ----- | ----- |
| - سالم الدوسري 50' | تقرير |       |

| اليابان | 0 - 0 | السعودية |
| ------- | ----- | -------- |
|         | تقرير |          |

| الصين | 0 - 2 | أستراليا                           |
| ----- | ----- | ---------------------------------- |
|       | تقرير | - جاكسون إرفين 16' - فيلوبيلاي 29' |

| إندونيسيا    | 1 - 0 | البحرين |
| ------------ | ----- | ------- |
| - روميني 24' | تقرير |         |

| أستراليا          | 1–0                           | اليابان |
| ----------------- | ----------------------------- | ------- |
| - عزيز بيهيتش 90' | التقرير (فيفا) التقرير (آسيا) |         |

| إندونيسيا                 | 1–0                           | الصين |
| ------------------------- | ----------------------------- | ----- |
| - اولي رومينى 45' (ركلة.) | التقرير (فيفا) التقرير (آسيا) |       |

| البحرين | 0–2                           | السعودية                                  |
| ------- | ----------------------------- | ----------------------------------------- |
|         | التقرير (فيفا) التقرير (آسيا) | - مصعب الجوير 16' - عبد الرحمن العبود 78' |

| اليابان                                                                                                  | 6–0                           | إندونيسيا |
| --- | ----------------------------- | --------- |
| - دايتشي كامادا 15'، 6+45' - تاكيفوسا كوبو 19' - ريوييا موريشيتا 55' - شوتو ماتشينو 58' - ماو هوسويا 80' | التقرير (فيفا) التقرير (آسيا) |           |

| الصين                       | 1–0                           | البحرين |
| --------------------------- | ----------------------------- | ------- |
| - يودونغ وانغ 3+90' (ركلة.) | التقرير (فيفا) التقرير (آسيا) |         |

| السعودية                | 1–2                           | أستراليا                              |
| ----------------------- | ----------------------------- | ------------------------------------- |
| - عبد الرحمن العبود 19' | التقرير (فيفا) التقرير (آسيا) | - كونور ميتكالف 42' - ميتشيل ديوك 48' |

## الهدافون
في المرحلة الثالثةكان ستة لاعبين سجل كل منهم خمسة أهداف وهم:
- مهدي طارمي
- يزن النعيمات
- علي علوان
- يوسف ناصر
- المعز علي
- فابيو ليما

## الملاحظات
1. ↑  اختارت كوريا الشمالية فيينتيان، عاصمة لاوس، كمقر لمبارياتها "البيتية" ضد قطر وإيران وأوزبكستان، وذلك "بسبب مخاوف أمنية".[4][5]
2. 1 2  بسبب حرب غزة المستمرة، التي بدأت في 7 أكتوبر 2023، اضطر المنتخب الفلسطيني لكرة القدم إلى لعب جميع مبارياته "البيتية" في ملاعب محايدة.[6]